# Riga
Riga és una ciutat europea, capital de Letònia. Està situada a la vora del mar Bàltic a la desembocadura del riu Dvina occidental (o Daugava) i és un important port regional i centre industrial. La població de la ciutat ha disminuït força des de la independència de Letònia (1991), passant de 910.000 habitants a 709.145 el 2010, sobretot a causa de l'emigració de part de la gran minoria russa.
És la ciutat més gran dels estats bàltics i el centre cultural, educatiu, polític, financer, comercial i industrial més gran de la regió.
El centre històric de Riga va ser inscrit al Patrimoni de la Humanitat per la UNESCO, per la gran quantitat d'edificis d'art nouveau que té, comparable només a Viena, Praga i Barcelona.
És anomenada també la París de l'est, pel seu gran atractiu turístic.

## Història

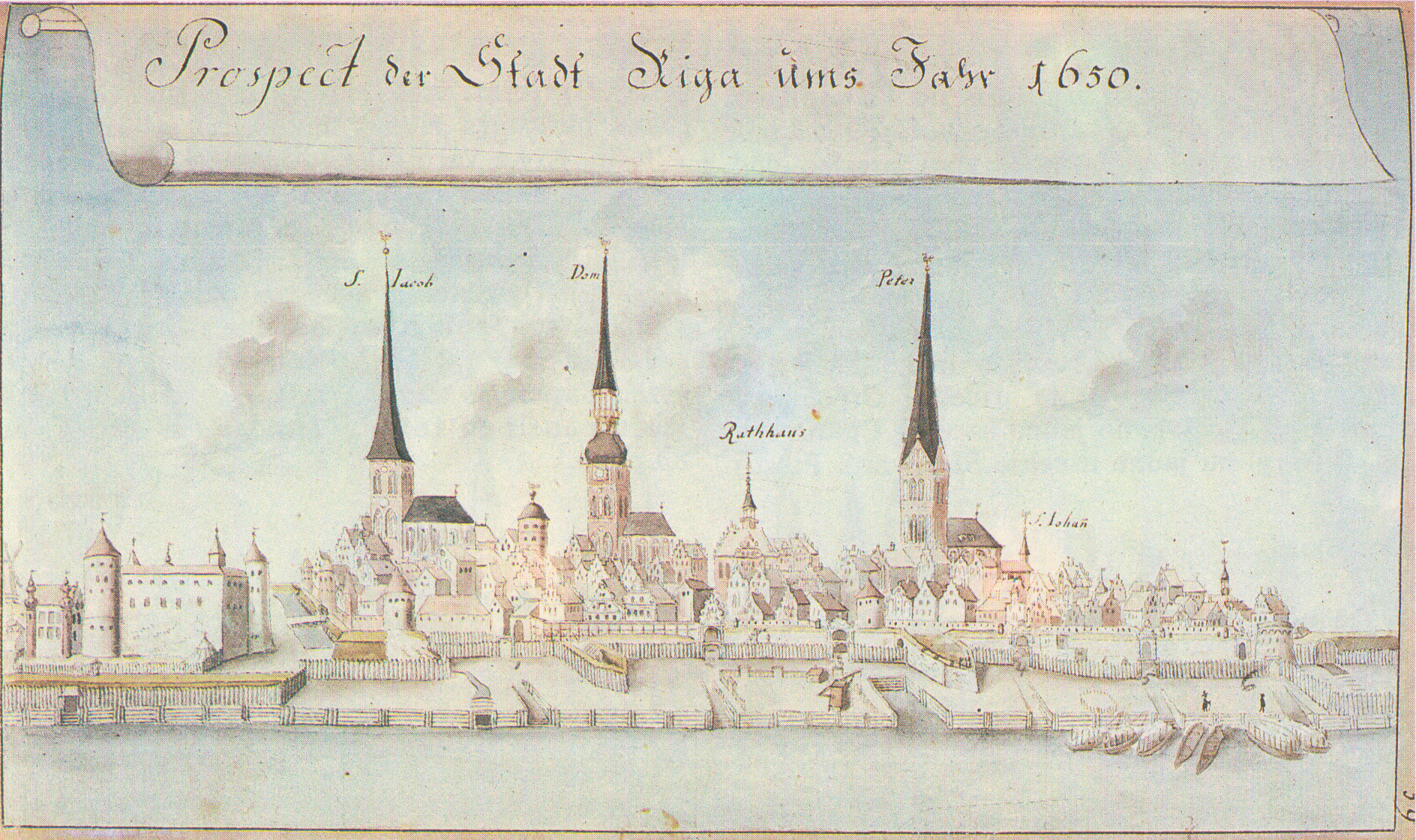
Riga el 1650 (dibuix de Johann Christoph Brotze].

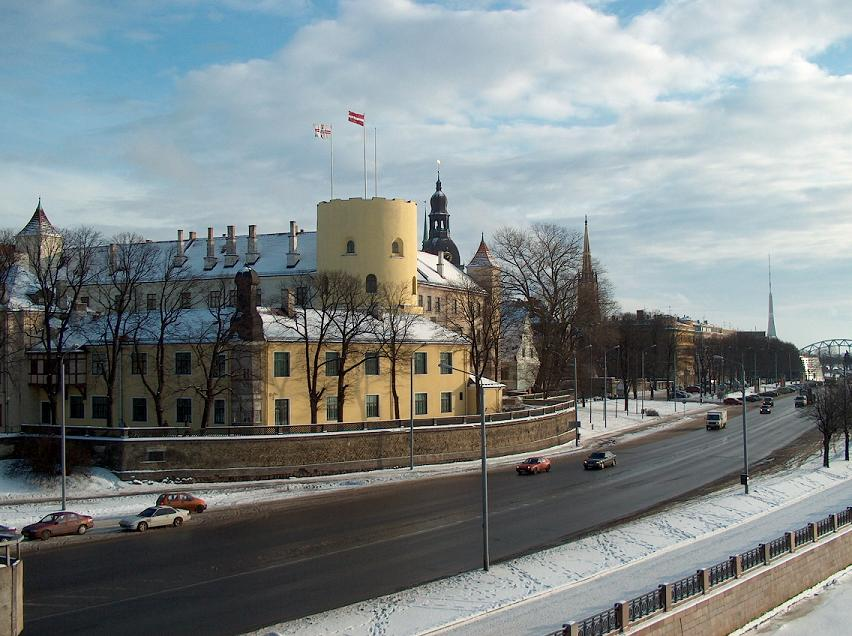
Castell de Riga

Antic establiment dels livonians, més tard fou seu d'una factoria que els mercaders alemanys fundaren prop de la desembocadura del Daugava (1158). La ciutat fou fundada pel bisbe de Livònia, Albert de Buxhövden (1201). Membre de la Hansa (1282), esdevingué un dels centres comercials més importants de la mar Bàltica. Els privilegis episcopals (arquebisbat el 1253) li permetien una considerable independència, accentuada pel fet de ser la seu del gran mestre de la branca livona dels cavallers de l'orde Teutònic, els quals construïren el castell de Riga (1328-40, refet el 1494-1515). La ciutat es convertí al luteranisme després del 1521. Amb el territori circumdant de Vidzemes Augstiene passà a Polònia (1581); Gustau II Adolf de Suècia se n'apoderà durant la Guerra dels Trenta anys. Finalment, el 1710 fou ocupada pels russos (tractat de Nystad, del 1721). Augmentà considerablement el seu tràfic comercial i el 1914 era la tercera ciutat de l'Imperi rus. Capital de la República de Letònia independent (1918), el 1940 fou incorporada a l'URSS. Ocupada pels alemanys (1941-44), sofrí greus danys i la destrucció de la seva important població jueva. Entre 1945-91, fou capital de la República Socialista Soviètica de Letònia i, des del 1991, ho és novament de la Letònia independent.

## Població
| Any  | Població |
| ---- | -------- |
| 1767 | 19,500   |
| 1800 | 29,500   |
| 1840 | 60,000   |
| 1867 | 102,600  |
| 1881 | 169,300  |
| 1897 | 282,200  |
| 1913 | 517,500  |
| 1920 | ¹185,100 |
| 1930 | 377,900  |
| 1940 | 353,800  |

| Any  | Població |
| ---- | -------- |
| 1941 | 335.200  |
| 1945 | ²228.200 |
| 1950 | 482.300  |
| 1955 | 566.900  |
| 1959 | 580.400  |
| 1965 | 665.200  |
| 1970 | 731.800  |
| 1975 | 795.600  |
| 1979 | 835.500  |
| 1987 | 900.300  |

| Any  | Població |
| ---- | -------- |
| 1990 | 909.135  |
| 1991 | 900.455  |
| 1992 | 889.741  |
| 1993 | 863.657  |
| 1994 | 843.552  |
| 1995 | 824.988  |
| 1996 | 810.172  |
| 1997 | 797.947  |
| 1998 | 786.612  |
| 1999 | 776.008  |

| Any  | Població |
| ---- | -------- |
| 2000 | 764.329  |
| 2001 | 756.627  |
| 2002 | 747.157  |
| 2003 | 739.232  |
| 2004 | 735.241  |
| 2005 | 731.762  |
| 2006 | 724.707  |
| 2007 | 722.485  |
| 2008 | 719.613  |
| 2009 | 715.978  |

| Any  | Població |
| ---- | -------- |
| 2010 | 709.145  |
| 2011 | 703.581  |
| 2012 | 699.203  |
| 2013 | 696.618  |
| 2014 | 701.185  |

## Economia
Aplega gran part de la producció industrial nacional: metall, construccions mecàniques, radiotècnia, electrotècnia, aparells de precisió, màquines agrícoles i del transport, que la seva major part exporta a Rússia. Té també una gran indústria pesquera. El gas li arriba de Komi a través del gasoducte Valdaj-Pskov-Riga.
Riga és un dels centres econòmics i financers clau dels estats bàltics. Aproximadament la meitat de tots els llocs de treball a Letònia es troben a Riga i la ciutat genera més del 50% del PIB de Letònia, així com aproximadament la meitat de les exportacions. Els principals productes exportats són productes de fusta, informàtica, fabricació d'aliments i begudes, productes farmacèutics, transport i metal·lúrgia. El port de Riga és un dels més grans dels països bàltics. Va gestionar 34 milions de tones de càrrega el 2011 i té un potencial de creixement futur amb nous desenvolupaments portuaris a Krievu Sala. El turisme també és una indústria important a Riga i després d'una desacceleració durant les recessions econòmiques mundials de finals de la dècada de 2000, va créixer un 22% només el 2011.

## Llocs d'interès

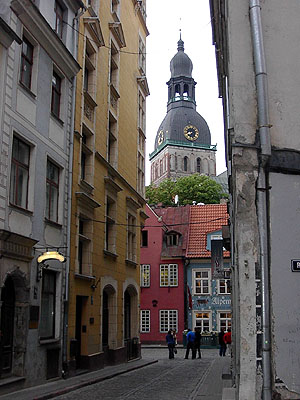
El centre històric de Riga va ser declarat Patrimoni de la Humanitat el 1997.

El centre històric de Riga va ser declarat el 1997 Patrimoni de la Humanitat per la Unesco, en virtut dels seus edificis modernistes i per l'arquitectura que es conserva del segle xix.
Els monuments més importants de la capital letona són:
- Catedral luterana de Riga
- Catedral de Sant Pere
- Casa dels Caps Negres
- Museu Nacional d'Història de Letònia
- Museu d'Història i Navegació de Riga
- Castell de Riga (residència presidencial)
- Monument a la Llibertat
- Catedral catòlica de Sant Jaume
- Catedral ortodoxa de la Nativitat

### Riga modernista

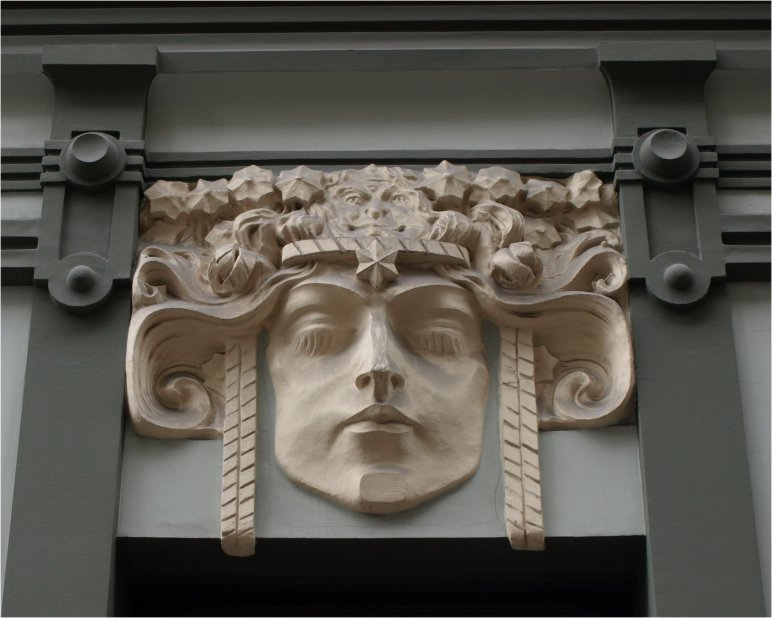
Detall decoratiu

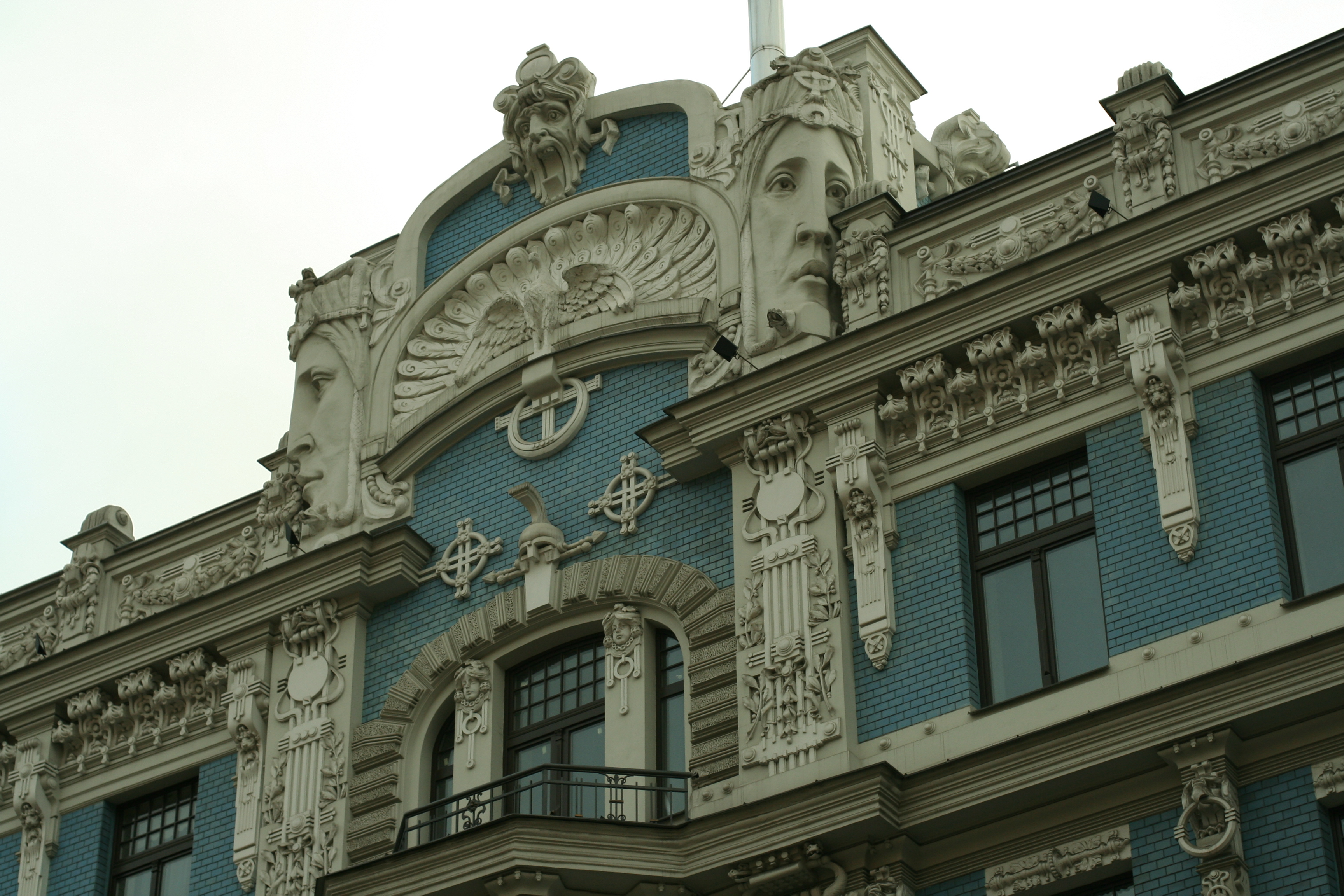
Decoració d'una façana del carrer Elizabetes, de Mijail Eisenstein

A causa de la seva situació privilegiada, Riga ha tingut històricament un paper molt important en el comerç entre Europa occidental i Rússia. La prosperitat de la ciutat, sobretot al llarg del segle xix, va propiciar l'enderrocament de les antigues muralles i la construcció d'amples avingudes on el nou estil, el modernisme (art nouveau o Jugensdtil), apareix en tota la seva esplendor, igual que en altres ciutats europees com París, Barcelona o Viena.
Façanes ricament ornamentades amb escultures de dones (símbols de bellesa i del pensament creatiu), amb estilitzats elements vegetals i geomètrics, amb misterioses màscares o amb motius mitològics d'inspiració oriental. Un modernisme ple de fantasia que decora molts edificis dels carrers Smilsu, Aldaru, Jauniela, Elizabetes i en especial del carrer Alberta, on les façanes dels núm. 2, 4, 6, 8 i 13 van ser dissenyades per l'arquitecte rus Mijail Eisenstein, pare del famós director de cinema Sergei Eisenstein, màxim representant d'aquest nou estil. El talent creatiu d'Eisenstein ha convertit el conjunt modernista del carrer Alberta en la perla de Riga.

## Persones il·lustres
- Teodors Bergs, Aron Nimzowitsch, Mikhaïl Tal, jugadors d'escacs.
- Isaiah Berlin, politòleg i filòsof.
- Serguei Eisenstein, director de cinema.
- Joan de Wallenrode, arquebisbe de Riga i príncep bisbe del principat de Lieja.
- Alexander Schnabel, compositor musical.
- Wilhelm Ostwald, Premi Nobel de Química de 1909.
- Nicolai von Wilm (1834-1911) violinista, compositor i director d'orquestra.
- Arved Poorten (1835-1901) violinista i musicòleg.
- Jēkabs Mediņš (1885-1971) compositor.
- Jānis Mediņš (1890-1966) director d'orquestra i compositor.
- Jāzeps Mediņš (1877-1947) director d'orquestra i compositor.

## Ciutats agermanades
L'any 2017, Riga està agermanada amb les ciutats següents:
| - Aalborg, Dinamarca - Almaty, Kazakhstan - Amsterdam, Països Baixos - Astanà, Kazakhstan - Bordeus, França - Bremen, Alemanya - Cairns, Austràlia - Dallas, Estats Units d'Amèrica - Florència, Itàlia - Kíev, Ucraïna - Kōbe, Japó - Minsk, Belarús - Moscou, Rússia - Norrköping, Suècia - Pequín, Xina | - Pori, Finlàndia - Rostock, Alemanya - Sant Petersburg, Rússia - Santiago de Xile, Xile - Estocolm, Suècia - Suzhou, Xina - Taipei, Taiwan - Taixkent, Uzbekistan - Tallinn, Estònia - Tartu, Estònia - Tbilisi, Geòrgia - Vílnius, Lituània - Erevan, Armènia - Varsòvia, Polònia |